# Rysianka-Hütte
Die Rysianka-Hütte (pl. Schronisko PTTK na Hali Rysiance) liegt auf einer Höhe von 1290 Metern Höhe in Polen in den Saybuscher Beskiden auf der Alm Hala Rysianka am Nordhang der Rysianka. Das Gebiet gehört zur Gemeinde Korbielów. Die Hütte ist nach der Alm Hala Rysianka benannt.

## Geschichte
Die Hütte wurde 1937 von Gustaw Pustelnik in der Nähe der Lipowska-Hütte des Beskidenvereins eröffnet. Während des Zweiten Weltkriegs wurde die Hütte von der Wehrmacht übernommen und als Privat–Baude Lipowska geführt. 1947 wurde die Hütte wieder der Öffentlichkeit zugänglich gemacht. Die Hütte steht seit 1955 im Eigentum des PTTK. In den 1960er und 1980er Jahren wurde die Hütte ausgebaut und erneuert. Ein Skilift befindet sich in der Nähe. Von der Hütte ist der Pilsko und die Babia Góra sowie bei guten Sichtverhältnissen auch die Tatra sichtbar. Sie liegt am Beskidenhauptwanderweg.

## Touren
Gipfel in der näheren Umgebung der Hütte sind:
- Pilsko (1557 m)
- Romanka (1366 m)
- Palenica (1343 m)
- Rysianka (1322 m)
- Trzy Kopce (1216 m)